# Farrasl
Das Farrasl war eine abessinische Masseneinheit (Gewichtsmaß).
- 1 Farrasl = 20 Rottel = 6,220699 Kilogramm
- für Kupfer: 1 Farrasl = 21 3/7 Rottel = 6,665037 Kilogramm
- für Kupfer: 7 Farrasl = 1 Schittal = 150 Rottel = 46,655 244 Kilogramm
- 1 Rottel =  311,035 Gramm